# ازپترول
ازپترول (انگلیسی: Azpetrol) شرکت پالایش نفت آذربایجانی است، که در سال ۱۹۹۷ تأسیس شد.